# ナンベイリクガメ属
ナンベイリクガメ属（ナンベイリクガメぞく、Chelonoidis）は、カメ目リクガメ科に属する属。模式種はアカアシガメ。

## 分布
アルゼンチン、エクアドル（ガラパゴス諸島含む）、ガイアナ、コロンビア、スリナム、トリニダード・トバゴ、パナマ南東部、パラグアイ、ブラジル、フランス（仏領ギアナ）、ベネズエラ、ペルー北東部、ボリビア

## 形態
最大種はガラパゴスゾウガメ（亜種を独立種とした場合はサンタクルスゾウガメ）で最大甲長135cm。最小種はチャコリクガメで最大甲長43.3cm。項甲板がない。左右の第12縁甲板は癒合する。背甲の色彩は褐色や暗褐色、黒。左右の喉甲板は癒合しない。左右の胸甲板の継ぎ目（シーム）の長さは短いものの、外側では幅広く喉甲板と腹甲板のシームは平行にならない。
鼻孔は円形。

## 分類
以前はリクガメ属に含まれその亜属（Chelonoidis亜属）とされていたが、リクガメ属が多系統群であるとして亜属を属として分割する説も多くあったが、亜属が単系統群であることを疑問視する説もあった。近年の核DNAおよびミトコンドリアDNAの解析による分子系統学の研究では、リクガメ属は多系統群であるもののChelonoidis亜属は単系統群という解析結果が出た事から独立した属とする説が有力。リクガメ科（リクガメ亜科）内では本属のみで1つのグループを形成する。最尤法による解析では同じく1属のみでグループを形成するセオレガメ属や、複数の属を分割した狭義のリクガメ属と単系統群を形成するという結果が出ている。しかし最大節約法による解析では詳細な系統関係は不明で、リクガメ属は異なる系統とする結果が出ている。
4-14種で構成される。ガラパゴスゾウガメの亜種を独立種とする説もある。属内ではアカアシガメとキアシガメ、チャコリクガメとガラパゴスリクガメ（種群）で単系統群を形成すると考えられている。
- Chelonoidis carbonaria　アカアシガメ　Red-footed tortoise
- Chelonoidis chilensis　チャコリクガメ　Argentine tortoise
- Chelonoidis denticulata　キアシガメ　Yellow-footed tortoise
- Chelonoidis nigra　ガラパゴスゾウガメ　Galapagos giant tortoise（亜種を独立種とする説もあり）

## 生態
森林や草原、サバンナ、砂漠などに生息する。
食性は植物食あるいは植物食傾向の強い雑食で、植物の葉、花、果実、樹皮、多肉植物、キノコ、昆虫、陸棲の貝類、爬虫類、鳥類、動物の死骸などを食べる。
繁殖形態は卵生。

## 人間との関係
生息地では食用とされることがある。
開発や放牧による生息地の破壊、食用やペット用の乱獲、人為的に移入された動物による捕食や植物による植生の変化などにより生息数は減少している。ガラパゴスゾウガメ（種群）はワシントン条約附属書I類に掲載されている。ガラパゴス諸島では飼育下繁殖個体の再導入、外来種の駆除などの対策が進められているが、世界遺産に登録されたことによる環境客の増加に伴う生息地の破壊、密猟、火山活動やエルニーニョによる生息環境の破壊や変化などの問題が懸念されている。
ガラパゴスゾウガメを除いた種はペットとして飼育されることもあり、日本にも輸入されている。主に飼育下繁殖個体が流通する。

## 画像

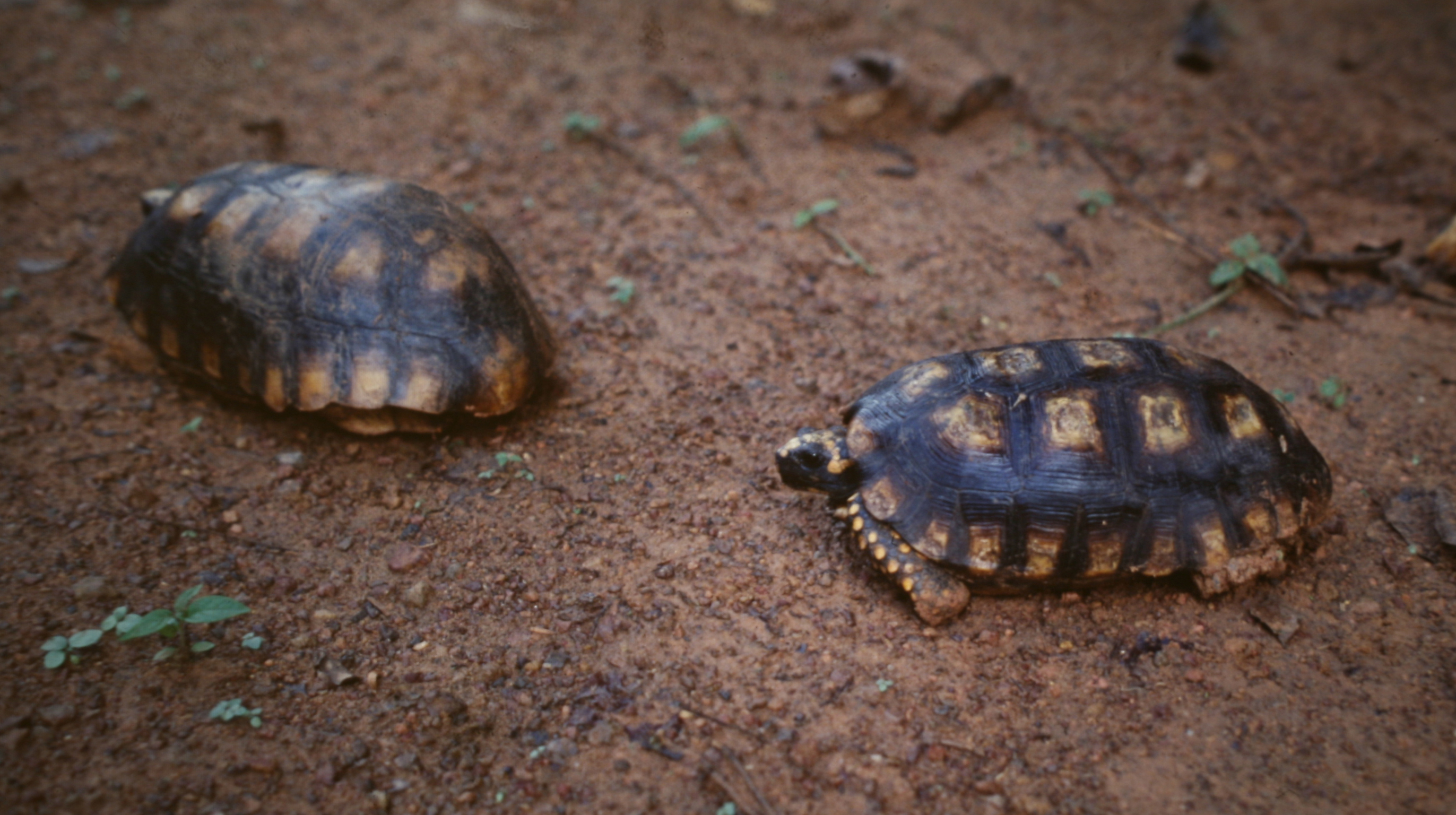
キアシガメ C. denticulata
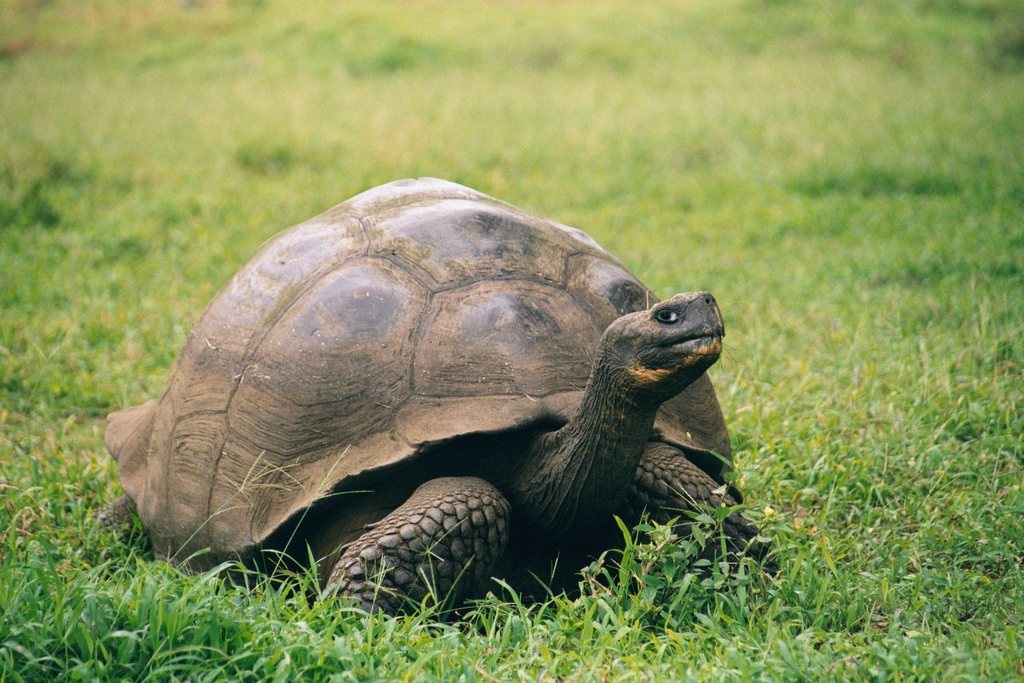
ガラパゴスゾウガメ C. nigra